# Michael Vaughan
Michael Vaughan OBE (* 29. Oktober 1974  in Eccles, Salford, England) ist ein englischer Cricketspieler. Er war bis Anfang August 2008 Kapitän der englischen Cricket-Nationalmannschaft.

## Sportliche Karriere
Vaughan spielt seit 1993 First Class Cricket in der County Championship für Yorkshire als Batsman (Schlagmann) sowie manchmal als Off-Spin Bowler. Bereits im selben Jahr wurde er in der U-19 Nationalmannschaft eingesetzt.
Im November 1999 wurde er in die englische Nationalmannschaft berufen. Besonders in den Jahren 2002/03 erzielte Vaughan mehrere Centuries in Test Matches. In den Statistiken wurde er in dieser Zeit als weltbester Batsman geführt.
Nach dem Ausscheiden der englischen Mannschaft in der Vorrunde des Cricket World Cup 2003 wurde Vaughan Kapitän des One-Day International Teams. Zwei Monate später übernahm er auch die Mannschaftsführung in Test Matches. Abgesehen von einigen Ausfällen wegen Verletzung führte über fünf Jahre die englische Nationalmannschaft als Kapitän.
In der Saison 2005 besiegt die von Vaughan geführte englische Mannschaft den "Erzrivalen" Australien und konnte sich zum ersten Mal seit fast 20 Jahren die Ashes-Trophäe sichern, um sie allerdings bereits während der nächsten Serie 2006/07 in Australien wieder zu verlieren. Mitten in der Saison 2007 gab Vaughan die Mannschaftsführung der One-Day International Mannschaft ab, weil er sich angesichts mehrerer schlechter persönlicher Ergebnisse stärker auf seine Fähigkeiten als Batsman konzentrieren wollte.
Kein anderer Kapitän in der Geschichte des Cricketsports hat mehr Siege mit der englischen Nationalmannschaft erzielt als Vaughan. Er hat mehr als 5.000 Runs in Test Cricket erreicht.
Im Jahre 2008 erzielt er wiederum eine Serie schwacher Resultate als Batsman. Nachdem auch die Test-Serie gegen Südafrika verloren gegangen war, erklärte Vaughan Anfang August 2008 seinen Rücktritt vom Amt des Kapitäns der Nationalmannschaft.

## Privatleben
Vaughan ist verheiratet und hat zwei Kinder. Er ist ein guter Golfspieler und ein Fan des englischen Fußballvereins Sheffield Wednesday. Über seine sportlichen Erfolge hat er bereits zwei Bücher geschrieben, zuletzt im November 2005 Calling The Shots.

## Auszeichnungen
Im Jahre 2003 wurde Vaughan als einer der fünf Wisden Cricketers of the Year nominiert; gleichzeitig wurde er als erster Cricketspieler überhaupt auf dem Buchdeckel der 140. Ausgabe des Wisden Cricketers’ Almanack abgebildet.
Die Sheffield Hallam University verlieh ihm im August 2005 eine Ehrendoktorwürde wegen seiner Verdienste um den Cricketsport. Nach dem Sieg in der Serie gegen Australien wurde Vaughan mit der New Year Honours List 2006 in den Order of the British Empire aufgenommen.